# 品質國際
品質國際控股有限公司 ，簡稱品質國際控股或品質國際 （ 英語：QPL International Holdings Limited，港交所：0243），是一家在香港交易所上市的工業公司，成立於1982年。公司主要業務為製造及銷售集成電路引線框、散熱器與加強桿等半導體元件。
公司總辦事處設於荃灣合福工業大廈。
2016年1月宣佈每4股合併為1股，合併股份後以每股0.32港元價格配售最多8.75億股予獨立第三方，另外又以「1供5」比例進行供股，供股價每股（合併後）0.32港元。
2016年10月7日，該公司向樂亞國際提出收購要約，以1股品質國際股份換取25股樂亞國際股份，對於存在的2億份尚未行使的樂亞購股權（行使價為0.0256港元），收購方提出以3股品質國際股份換取註銷500份樂亞購股權。2017年3月接納要約期限屆滿後，只有約18%的樂亞股份接納收購要約，要約因此失效。
2017年7月14日舉行股東特別大會，以大比數否決削減股份溢價賬的提案，導致原先宣佈的每股分派0.133港元的提案未能實行。